# 패딩턴 발 4시 50분
패딩턴 발 4시 50분(Murder She Said)은 영국에서 제작된 조지 폴락 감독의 1961년 코미디, 범죄, 드라마, 미스터리 영화이다. 마가렛 러더포드 등이 주연으로 출연하였고 조지 H. 브라운 등이 제작에 참여하였다.

## 출연

### 주연
- 마가렛 러더포드
- 아서 케네디

### 조연
- 뮤리엘 파브로
- 제임스 로버트슨 저스티스
- 쏘리 월터스
- 버드 팅웰
- 콘러드 필립스
- 로날드 하워드
- 조안 힉슨
- 스트링거 데이비스
- 마이클 골든
- 피터 버터워스
- 리처드 브라이어스
- 루시 그리피스

## 제작진
- 원작자: 아가사 크리스티